# Vergütungsregister
Das Vergütungsregister ist kommerzielles Onlineverzeichnis im Internet, in dem die Vergütungsberichte der börsennotierten Aktiengesellschaften im Prime Standard der Frankfurter Börse von 2006 bis 2013 nachgeschlagen werden können. Auch innerhalb dieses Zeitraums sind die Vergütungsberichte nicht lückenlos dokumentiert. 

## Rechtsgrundlagen von Vergütungsberichten
Aufgrund des Gesetzes über die Offenlegung der Vorstandsvergütungen (Vorstandsvergütungs-Offenlegungsgesetz – VorstOG) vom 3. August 2005 sind börsennotierte Aktiengesellschaften gem. § 285 Satz 1 Nr. 9 HGB verpflichtet, mit erstmaliger Auswirkung auf das Geschäftsjahr 2006, die Vorstandsvergütung im Anhang des Jahresabschlusses individualisiert offenzulegen. Lediglich die sogenannte. „Opting-out-Klausel“ nach § 286 Abs. 5 HGB ermöglicht es den Unternehmen, sich für maximal fünf Jahre gegen die Transparenz zu entscheiden. Diese greift dann, wenn drei Viertel der auf der Hauptversammlung vertretenen Aktionäre zustimmen, die Vorstandsvergütung nicht individualisiert offenzulegen.
Mit dem Gesetz zur Angemessenheit der Vorstandsvergütung (VorstAG) vom 31. Juli 2009 wurden die Regeln zur Ausgestaltung der Vorstandsvergütung gesetzlich noch verschärft.
Das VorstAG bringt neue Gestaltungsspielräume bei der Managervergütung mit sich, aber auch einige neue Pflichten und Haftungsrisiken. Jedes einzelne Aufsichtsratsmitglied haftet nun für die Angemessenheit der Vorstandsvergütung. Diese darf die „übliche Vergütung“ ohne besonderen Grund nicht mehr übersteigen. Bemessungsgrundlagen sollen an dieser Stelle unter anderem die Branchenüblichkeit der Managergehälter (horizontaler Vergleich) und das spezifische Lohn- und Gehaltsgefüge des betreffenden Unternehmens (vertikaler Vergleich) sein.
Der Aufsichtsrat börsennotierter Aktiengesellschaften muss auch dafür sorgen, dass die Gesamtbezüge eines Vorstandsmitglieds in einem angemessenen Verhältnis zu seinen Aufgaben, seinen Leistungen und zur Lage der Gesellschaft stehen und dass sie die übliche Vergütung nicht ohne besondere Gründe übersteigen.
Die Vergütung muss außerdem an der nachhaltigen Unternehmensentwicklung ausgerichtet werden.

## Recherchemöglichkeiten
Enthalten sind nur Berichte von 2006 bis 2013. Auch innerhalb dieses Zeitraums ist die Dokumentation lückenhaft. 
Das Vergütungsregister bietet die Möglichkeit, Vergütungsberichte der gleichen Branche miteinander zu vergleichen (horizontaler Vergleich). Die Recherchemöglichkeiten umfassen dabei:
1. Zugriff nach Index (DAX, MDAX, SDAX, TECDAX, GEX, CDAX)
2. Alphabetische Sortierung der Unternehmen
3. Namen der Vorstände und Aufsichtsräte
4. Geschäftsjahr